# Sydiewo (obwód Burgas)
Sydiewo (bułg. Съдиево) – wieś w południowo-wschodniej Bułgarii, w obwodzie Burgas, w gminie Ajtos. Według danych Narodowego Instytutu Statystycznego, 31 grudnia 2011 roku wieś liczyła 371 mieszkańców.